# Głęboszowanie

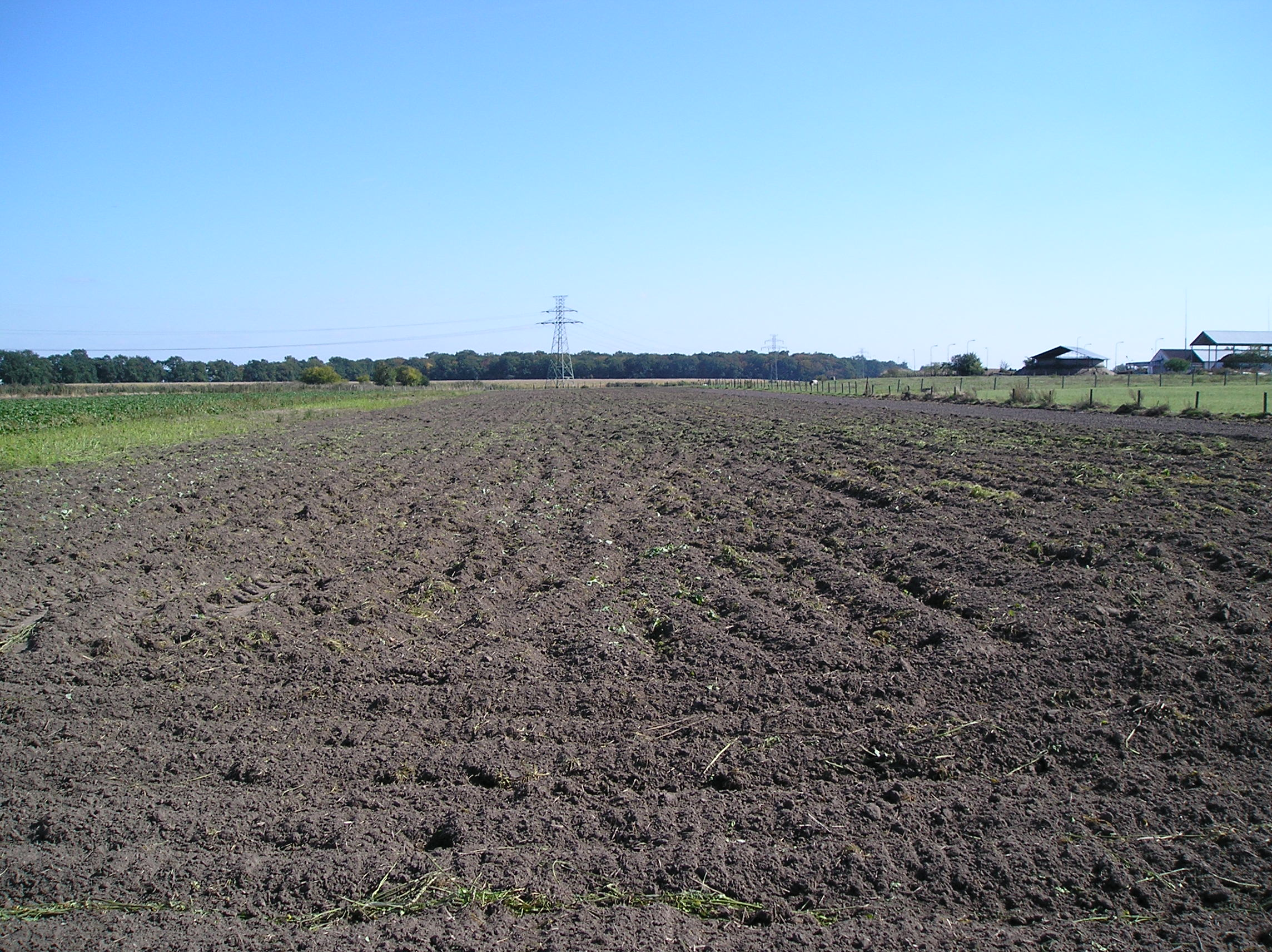
Pole po głęboszowaniu

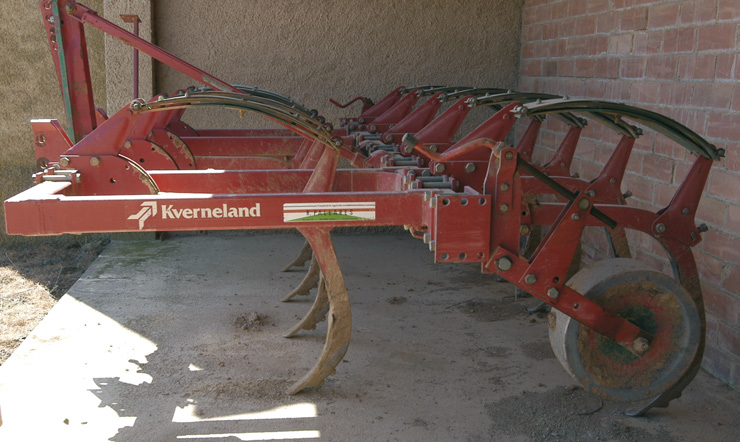
Kultywator do głęboszowania.

Głęboszowanie – zabieg agromelioracyjny uprawowy, wykonywany głęboszami (bardzo ciężkimi kultywatorami) o głębokości 0,4-0,8 m. Zabieg wykonuje się w celu spulchnienia nadmierne ugniecionych głębszych warstw gleby będących poza zasięgiem tradycyjnych narzędzi uprawowych. Zaleca się wykonywanie zabiegu raz na kilka lat na glebach ciężkich, rzadziej na glebach średnich i lekkich ale o nadmiernie zagęszczonej warstwie podornej.
Nadmierne ugniecenie warstw gleby jest czynnikiem ograniczającym plony. Zagęszczenie na głębokości poniżej 0,3 m może powstawać w wyniku procesów naturalnych lub poprzez oddziaływanie maszyn i kół ciągnika. Zabiegiem szczególnie przyczyniającym się do zagęszczania głębszych warstw jest orka szczególnie wykonywana co roku na tej samej głębokości, oraz na glebie zbyt wilgotnej. Ugniatanie powodują koła ciągnika jadące bruzdą oraz lemiesz pługa. Warstwę tę może dodatkowo zagęścić nadmierny poślizg kół, ich nadmierne napompowanie lub stosowanie wąskich opon, zużyty lemiesz oraz gleba o złej strukturze.
Ubita warstwa zatrzymuje wodę, co powoduje, że koła ciągnika oraz ciężkiego sprzętu rolniczego często toną w warstwie ornej zatrzymując się na warstwie ubitej.
Głębosze przeznaczone są do niszczenia podeszwy płużnej, przewietrzania i spulchniania głębszych warstw podskibia, a także do drenowania kreciego. Jest ono stosowane wszędzie tam, gdzie warstwa gleby w profilu glebowym ogranicza ruch wody i rozwój systemu korzeniowego.

## Korzyści głęboszowania
Wpływ głęboszowania na glebę:
- zwiększenie infiltracji,
- poprawa podsiąkania,
- poprawa retencyjności gleby,
- zapewnienie lepszego rozwoju korzeni,

Mechanizmy te wpływają na wzrost plonów.
Głębokie spulchnienie zwiększa udział zarówno porów dużych, przez które woda grawitacyjna spływa do głębszych warstw, jak i mniejszych, które zatrzymują wodę dostępną dla korzeni. Poza tym, głębiej rosnące korzenie mogą pobierać wodę z głębszych warstw, co daje roślinie większe szanse na przetrzymanie okresu suszy bez strat plonu. Jest to bardzo korzystne, np. w uprawie buraka cukrowego. Poprawia się przy tym wykorzystanie składników pokarmowych. Głęboszowanie przynosi pozytywne efekty w postaci wyższych plonów tylko tam, gdzie zdecydowanie występował problem nadmiernego zagęszczenia gleby. Zaleca się także głęboszowanie silnie ubitych pasów pola w uprawach, w których stosowano ścieżki przejazdowe, używano ciężkich maszyn na wilgotnej glebie.